# Fiat Seicento
La Fiat Seicento (progetto 187) è una superutilitaria di segmento A prodotta in tre serie dalla casa automobilistica italiana FIAT dal 1998 al 2010. A partire dal 2005 è stata venduta sotto la denominazione numerica Fiat 600 in occasione del cinquantesimo anniversario della storica antenata.

## Contesto

### Sviluppo iniziale
Intorno alla fine degli anni novanta, in FIAT si cominciò a pensare ad un modello che potesse affiancare e poi sostituire la Cinquecento e raccogliere al contempo parte del bacino d'utenza della vecchia Panda, allora prossima ormai ad una carriera ventennale. L'idea iniziale risale alla Italdesign di Giorgetto Giugiaro, con un innovativo prototipo di nome Lucciola. La proposta alla fine fu scartata e acquisita in un secondo momento dalla Daewoo, culminata poi nel modello Matiz. Si decise quindi di riutilizzare il pianale della Cinquecento, opportunamente riveduto e corretto, e da lì creare una nuova vettura il cui design, dalle forme più arrotondate e bombate, sarebbe stato curato da Luciano Bove, design manager del progetto, e Luciano Speranza del Centro Stile FIAT per gli esterni e da Giuseppe Bertolusso con la collaborazione di Bove per gli interni.

### Caratteristiche tecniche
Pur ereditando lo schema tecnico, le motorizzazioni (a parte il bicilindrico da 704 cm³, allora uscito di produzione) e numerosi organi meccanici del modello che l'ha preceduta, la Seicento ha subito diverse modifiche durante la fase di progettazione. Rispetto alla progenitrice è stata aumentata la rigidezza strutturale della scocca, portata a circa 50000 kg·m/radiante, resa più rigida la cassa dell'abitacolo con interventi nella zona del montante e del passaruota anteriore e ottimizzati i diversi componenti meccanici, in particolare le sospensioni del motore sui longheroni. Quest'ultime, pur conservando gli schemi MacPherson all'anteriore e retrotreno a ruote indipendenti con bracci longitudinali al posteriore, sono state riviste negli elementi elastici, nelle tarature e nei punti di attacco. La vettura monta freni a disco anteriori e a tamburo posteriori. È stata l'ultima vettura FIAT a montare, in ordine cronologico, il motore Serie 100, creato per la 600 originale del 1955 e pensionato sul finire del 2000 per via delle norme sulle emissioni nocive.

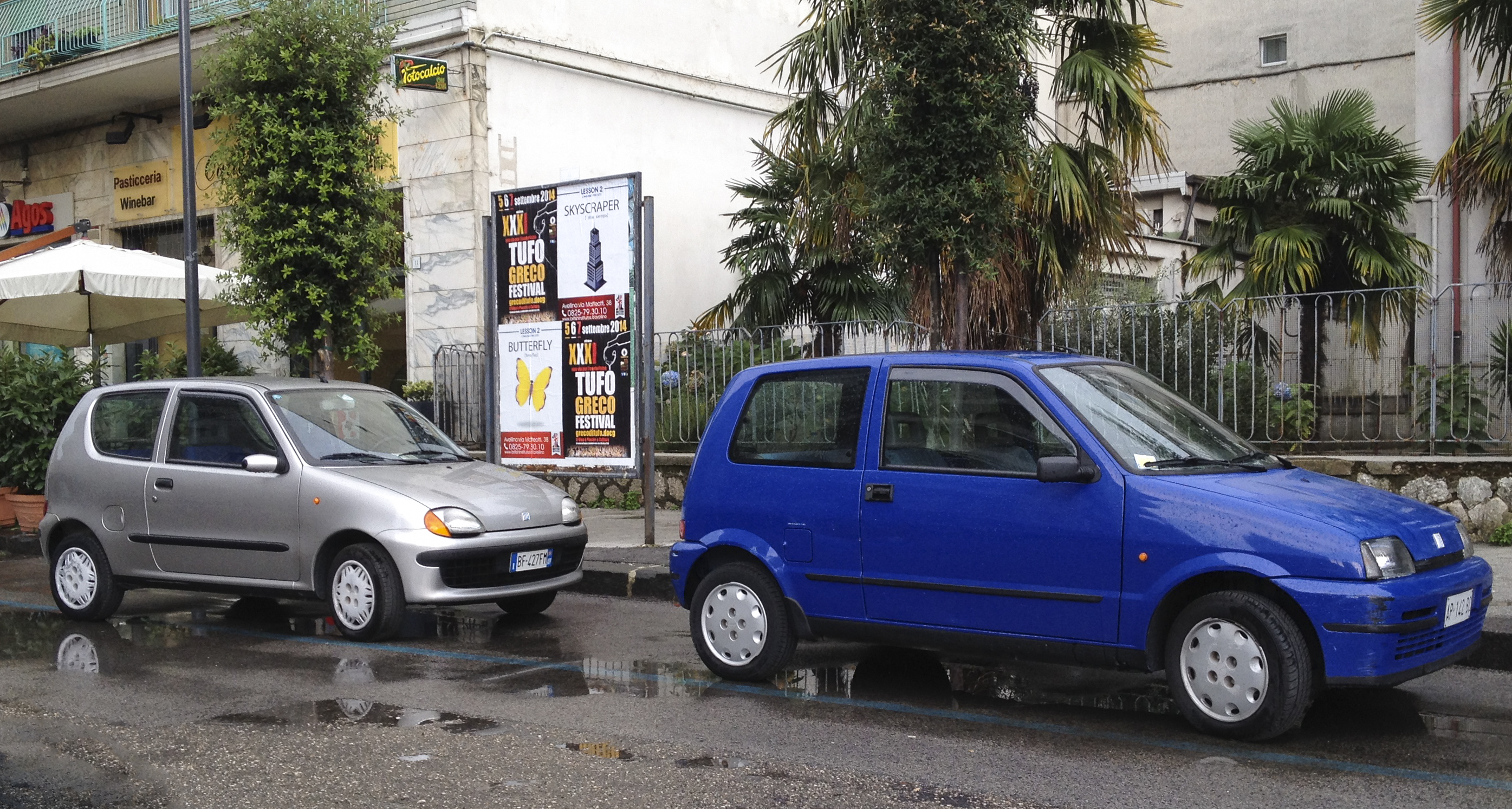
Confronto tra Seicento (a sinistra) e Cinquecento (a destra)

La dotazione per la sicurezza è stata inoltre integrata: se nella Cinquecento questa era assicurata solo dalla presenza delle barre anti-intrusione nelle portiere e dalla possibilità di aggiungere l'airbag lato guida, la Seicento si proponeva di offrire ai clienti diversi optional, tra cui l'airbag lato passeggero e l'impianto ABS con EBD e aveva di serie le cinture di sicurezza anteriori con pretensionatore, il volante ad assorbimento di energia, i sedili anti-submarining e il sistema antincendio FPS (Fire Prevention System) con un interruttore inerziale che blocca l'afflusso di carburante in caso di incidente, i quali la ponevano su un livello tecnico leggermente superiore sia alla Cinquecento, che sostituì poco dopo, sia alla Panda, con la quale convisse sul mercato fino al 2003. Molteplici inoltre gli accessori da poter scegliere, come il servosterzo elettrico, la chiusura centralizzata, gli alzacristalli elettrici e il condizionatore manuale. 
La Seicento era inizialmente omologata per cinque posti, ma a partire dal 2004 è stata omologata per soli quattro posti. 

### Design
Con nove centimetri in più di lunghezza, due di larghezza e interni completamente rinnovati, il design della Seicento, sebbene strettamente imparentato alla Cinquecento, adotta soluzioni volte a differenziarla dalla progenitrice tanto negli esterni quanto negli interni. Caratteristica del modello è la forma ellittica e squadrata, rintracciabile nei vetri posteriori, negli specchietti retrovisori, nella fanaleria e in molteplici punti dell'abitacolo. Anteriormente, i fari sembrano ricordare la forma di un occhio e della sua palpebra, conferendo al muso spiovente un aspetto morbido e in linea con le superfici bombate della vettura, mentre il lunotto, anch'esso bombato e leggermente inclinato, ricorre a uno schema completamento nuovo, presentandosi particolarmente ampio a vantaggio della visibilità in marcia. Il portellone è disposto in verticale e ingloba in sè il meccanismo di apertura per poter accedere al bagagliaio, dalla capacità base di carico di 170 dm³ ma ampliabile con divanetto posteriore abbattuto fino a 810 dm³. Tutte queste caratteristiche compositive, unitamente all'aver conservato la fiancata pulita di origine, permettono alla Seicento di ottenere un CX aerodinamico medio di 0,32.
All'interno, il pavimento è interamente rivestito in moquette, con poca lamiera a vista anche nelle versioni più povere. L'abitacolo, seguendo la stessa filosofia ellittica dell'esterno, offre diversi scompartimenti nelle portiere e nella plancia a sviluppo orizzontale, con un comodo svuotatasche al lato passeggero, purtroppo fortemente penalizzato negli allestimenti con doppio airbag. I comandi di servizio sono disposti al centro mentre la strumentazione di bordo offre tachimetro, indicatore carburante, orologio e contachilometri totale e parziale ma non la temperatura di esercizio del motore, presente invece sulla Cinquecento. Il contagiri è di serie sulle versioni dal taglio sportivo e a richiesta su tutte le altre, posizionato a centro plancia, in una collocazione fino a quel momento innovativa. Le due ampie portiere permettono di ribaltare i sedili anteriori con facilità e occupare di conseguenza la panchetta retrostante.

### Commercializzazione
Presentata alla stampa nel marzo 1998, la commercializzazione della nuova citycar è iniziata poco dopo la presentazione, precisamente dal 28 marzo, con prezzi di listino a partire da lire 14.750.000. Sottoposta ai crash test per la sicurezza automobilistica dell'Euro NCAP nel 2000, la Seicento ha ottenuto un punteggio complessivo di 1.5 stelle su 5; ciò non deve sorprendere in quanto il progetto è molto legato al suo predecessore, seppur in linea con le concorrenti del periodo e con gli standard minimi di sicurezza di allora.

## Prima serie (1998-2000)

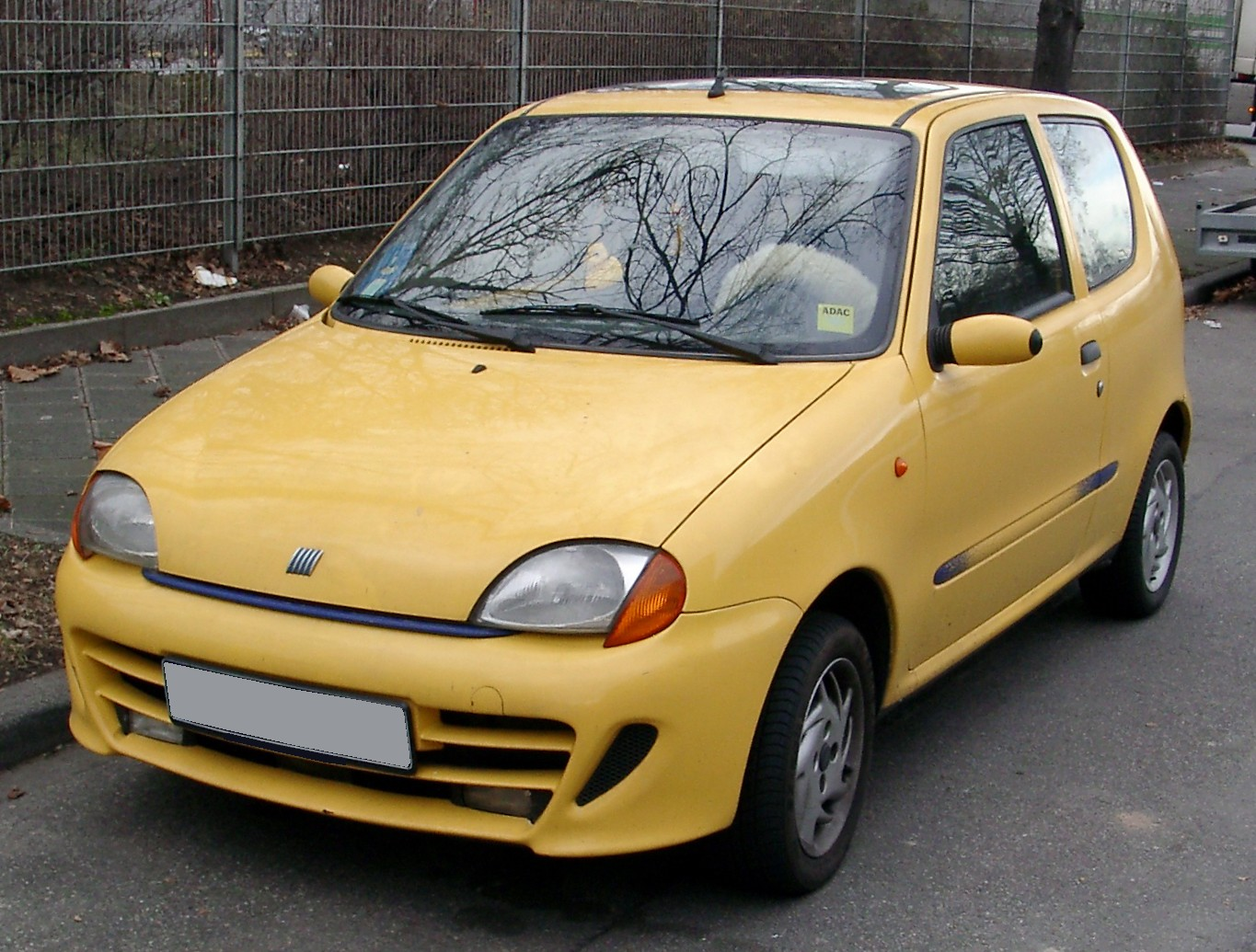
Una Seicento Sporting prima serie

Inizialmente la gamma del modello era piuttosto articolata, composta da sei versioni e due motori a cinque marce alimentati a benzina: l'899 ad aste e bilancieri da 39 cavalli della famiglia FIAT Serie 100 disponibile negli allestimenti S, SX e Citymatic e il 1108 FIRE da 54 cavalli per la Suite e la Sporting. Il primo eroga 39 cavalli a 5500 giri/min e possiede una coppia di 6,7 kgm a 3000 giri/min, il secondo ne eroga 54 a 5500 giri/min e ha una coppia di 8,8 kgm a 3250 giri/min. Entrambi i motori sono a iniezione elettronica singlepoint e rispettano le normative anti-inquinamento Euro 2. Sin dal lancio, la Seicento era disponibile anche nelle versioni Elettra e Van. Tredici i colori disponibili.
Alla base della gamma si poneva la S che, spinta dal motore 899 cm³, montava di serie i pretensionatori per le cinture di sicurezza anteriori, l'antifurto immobilizzatore FIAT CODE con chiave codificata, il ventilatore a tre velocità, il mobiletto centrale con accendisigari e posacenere, i fari alogeni con correttore assetto incorporato, il tergilavalunotto e la predisposizione per l'autoradio. Esteticamente era riconoscibile per l'assenza dello specchietto destro, per i paraurti in plastica grezza nera e per i cerchi in lamiera, con i mozzi coperti da coppette in plastica grigia.
Per la SX, appena sopra la S nella gamma, era previsto lo stesso propulsore con paraurti e doppi specchietti in tinta, coppe ruota integrali, portellone apribile dall'interno, tappo benzina con chiave, leva del cambio con cuffia, porte e passaruota rivestiti completamente in tessuto, mobiletto centrale con vaschetta portaoggetti, posacenere e maniglie appiglio posteriori, ventilatore a quattro velocità con funzione di ricircolo dell'aria, cristalli atermici e alzacristalli elettrici. Esteticamente era riconoscibile, oltre che per i paraurti e gli specchietti in tinta, anche per la presenza di sottili fasce paracolpi in plastica nera sulle portiere.
Dalla versione SX deriva la Citymatic, la quale proponeva lo stesso allestimento con la frizione a controllo elettronico, che permetteva di cambiare le marce semplicemente usando la leva del cambio.
La Suite si poneva al vertice della gamma: alla dotazione della SX aggiungeva il motore FIRE, la chiusura centralizzata, il servosterzo elettrico, quadro strumenti dedicato, maniglie delle portiere in tinta, i montanti centrali neri, pomello della leva del cambio imbottito, il climatizzatore manuale e la barra antirollio anteriore.
Sporting era il nome dato alla versione sportiva, spinta dal motore FIRE ma con dotazioni e caratterizzazioni dedicate: cerchi in lega, fendinebbia, sedili anatomici, contagiri e rapporti del cambio ravvicinati per privilegiare accelerazione e ripresa. Il design degli esterni e degli interni di quest'allestimento speciale è stato curato da Luciano Bove ed Ernesto Salvi Del Pero. Questa versione poteva essere integrata anche dal kit Abarth che era composto da: logo Abarth su paraurti e appoggiatesta, minigonne, spoiler, cerchi in lega maggiorati, pneumatici ribassati, volante e leva delle marce foderati in pelle con cuciture rosse e una rapportatura del cambio ulteriormente ravvicinata. Dalla Sporting deriva anche l'allestimento speciale dedicato al famoso campione del mondo di Formula 1, Michael Schumacher.

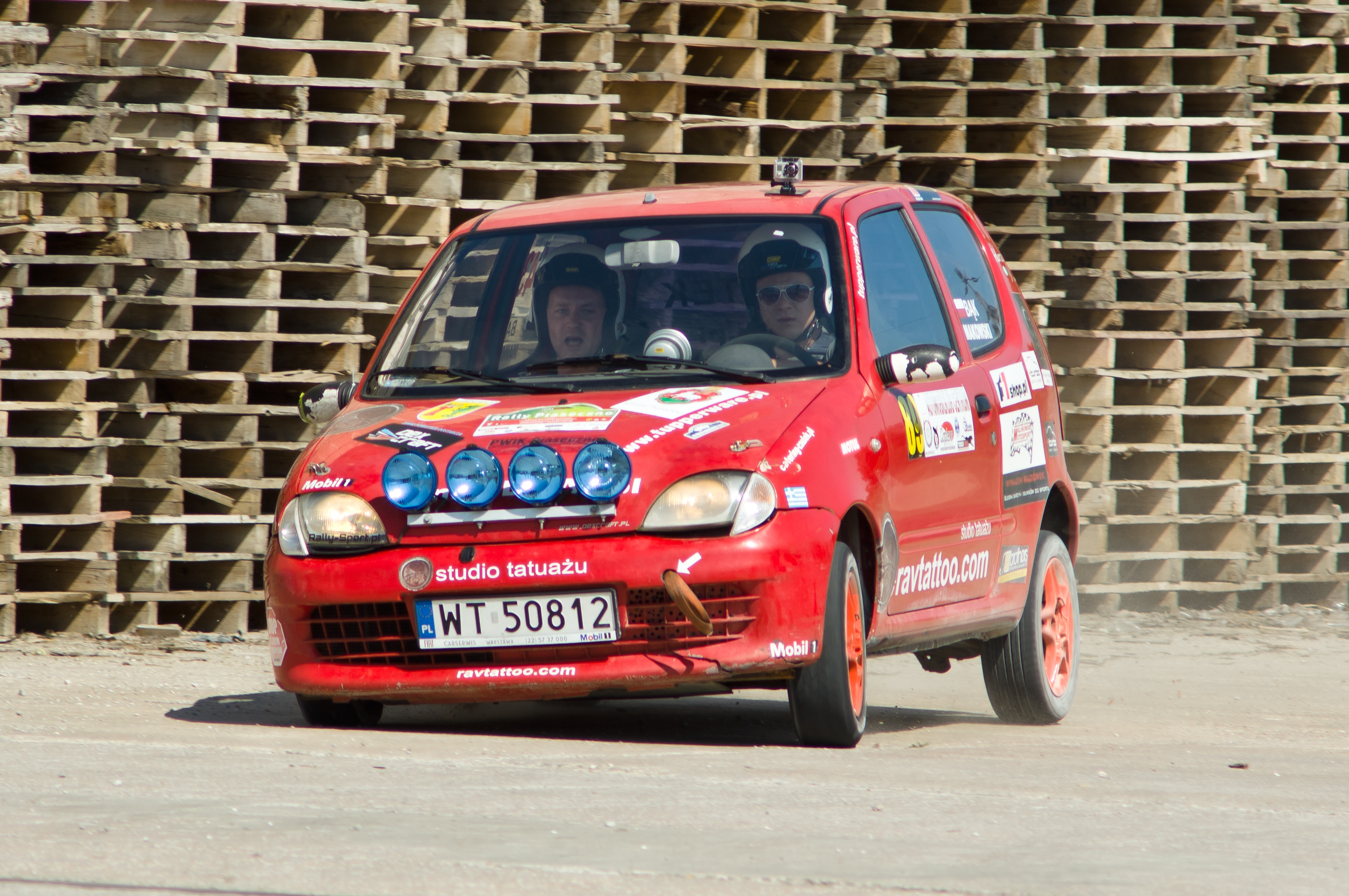
Una Seicento prima serie elaborata per l'impiego nelle competizioni rallystiche

La Elettra, erede della Panda Elettra e della Cinquecento Elettra, proponeva appunto un propulsore asincrono trifase di 15kW a corrente alternata alimentato da un pacco batterie in allestimento S, con un sistema che permetteva la rigenerazione parziale degli accumulatori sia in frenata che in discesa. Alla dotazione della S unisce il servosterzo elettrico, strumentazione specifica e il riscaldamento a gasolio. Come per i modelli precedenti, il successo di questa versione è stato molto limitato, a causa soprattutto della scarsa autonomia di circa 100 km con un pieno, delle otto ore di ricarica delle batterie e di un prezzo di acquisto eccessivamente alto. Tuttavia la Seicento Elettra rappresentava un passo avanti poiché, collocando parte delle batterie nel tunnel tra i sedili, non si sono sacrificati il divanetto posteriore e il bagagliaio come nei due modelli precedenti, portando l'abitabilità da due a quattro posti.
Concludeva la gamma la versione commerciale Van, che privava l'allestimento base della panchetta posteriore per incrementare lo spazio del bagagliaio ed era disponibile sia con le classiche motorizzazioni 900 e 1.1, sia con propulsore elettrico, quest'ultimo caratteristico della Elettra Van.
Nel gennaio 1999 sono state introdotte due versioni speciali. La prima era la Young, identica alla S ma con un prezzo inferiore, disponibile sia con il 900 che con il 1.1, quest'ultimo abbinato ad accessori interni delle versioni più ricche, mentre la seconda era la Hobby, che univa l'allestimento SX, con in più la chiusura centralizzata, i retroschienali anteriori in similpelle e il servosterzo elettrico, al motore FIRE, fino a quel momento riservato ad allestimenti superiori. Queste due nuove serie speciali hanno sostituito rispettivamente la S e la SX.
Infine, nel novembre 1999, è stata introdotta la serie speciale Fun, la quale riproponeva i contenuti della Young con l'aggiunta dei paraurti in tinta e solo due tinte di carrozzeria disponibili, il giallo pastello e l'azzurro metallizzato. Questa serie speciale montava solo il motore 899 cm³.

## Seconda serie (2000-2005)

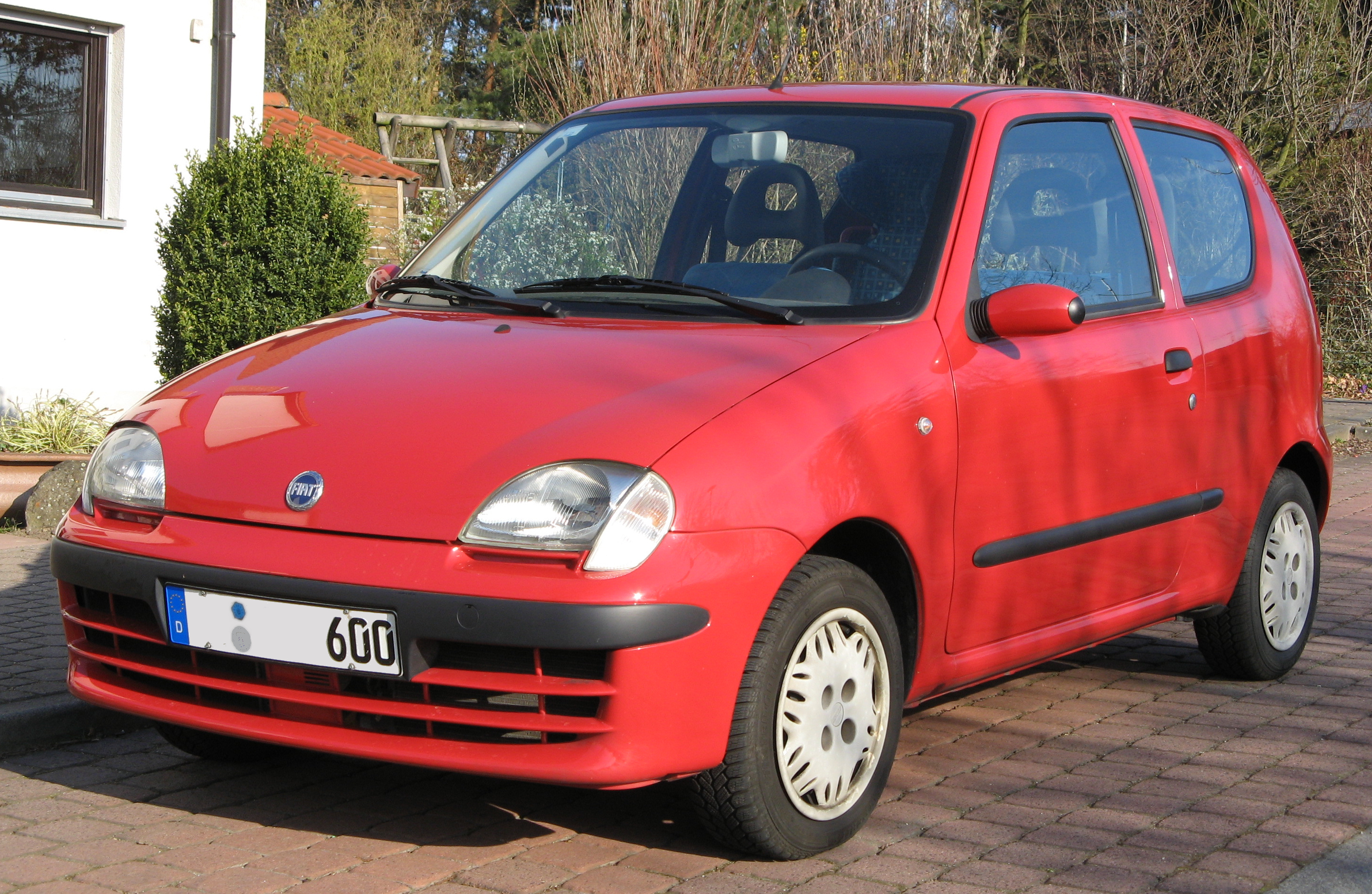
Il frontale della Seicento dopo il restyling del 2000, su cui spicca il nuovo logo FIAT adottato per il centenario della Casa

Nell'ottobre 2000, a causa delle norme antinquinamento, la FIAT è stata costretta a rivedere la gamma della Seicento. Il motore aste e bilancieri da 899 cm³, utilizzato anche per la Panda, è uscito di produzione poiché adeguarlo alle nuove norme anti-inquinamento Euro 3 sarebbe stato troppo complicato e dispendioso, dovendo riprogettare parte del basamento. Di conseguenza, giunto a fine carriera dopo oltre quarant'anni di applicazioni, la seconda serie monta anche per le versioni basse della gamma il motore 1.1, ammodernato con iniezione elettronica multipoint in luogo della precedente singlepoint. Questo FIRE rinnovato si differenzia dal predecessore per l'impiego di nuovi condotti, nuovo collettore di aspirazione, nuovi profili delle camme, di un inedito sistema di controllo di detonazione per la gestione dell'anticipo, oltre all'alleggerimento di alcune componenti e alla reimpostazione del regime minimo, tutto volto a migliorarne consumi e rendimento complessivo. Il propulsore aggiornato continua ad erogare 54 CV ma a 5000 giri/min e ha ora una coppia di 9 kgm a 2750 giri/min.
L'aggiornamento ha investito anche gli interni e la linea dell'auto. Sono stati adottati un nuovo quadro strumenti con orologio digitale, nuovi rivestimenti dei sedili, un nuovo paraurti con una presa d'aria più ampia per permettere di montare i fendinebbia su tutte le versioni, i fanali di direzione di colore bianco anziché arancione come in precedenza e il nuovo logo della Casa, consistente in una corona di alloro a sfondo blu con all'interno la scritta FIAT in sostituzione delle cinque barrette cromate. Diventa di serie su tutte le versioni il tunnel centrale con vaschetta portaoggetti. La gamma, con l'aggiornamento, torna a riprendere i precedenti nomi di S al posto della Young e SX al posto della Hobby, ed escono di produzione anche la Citymatic, la Suite e la Fun. La nuova S ha di serie l'apertura del portellone dall'interno mentre la SX è arricchita dal servosterzo elettrico insieme alla Sporting, la quale aggiunge la mostrina del pannellino aria realizzata in titanio e la possibilità di scegliere tra rivestimenti in tessuto o in pelle.
Pochi mesi dopo è stata presentata la versione Sporting Michael Schumacher, un'edizione limitata in 5000 esemplari numerati dedicata all'omonimo pilota Ferrari, che altro non era che una Sporting a cui sono stati aggiunti spoiler, minigonne, i cerchi da 14 pollici, i pedali e l'impugnatura del freno a mano in alluminio oltre a battitacco e alcuni altri dettagli firmati.

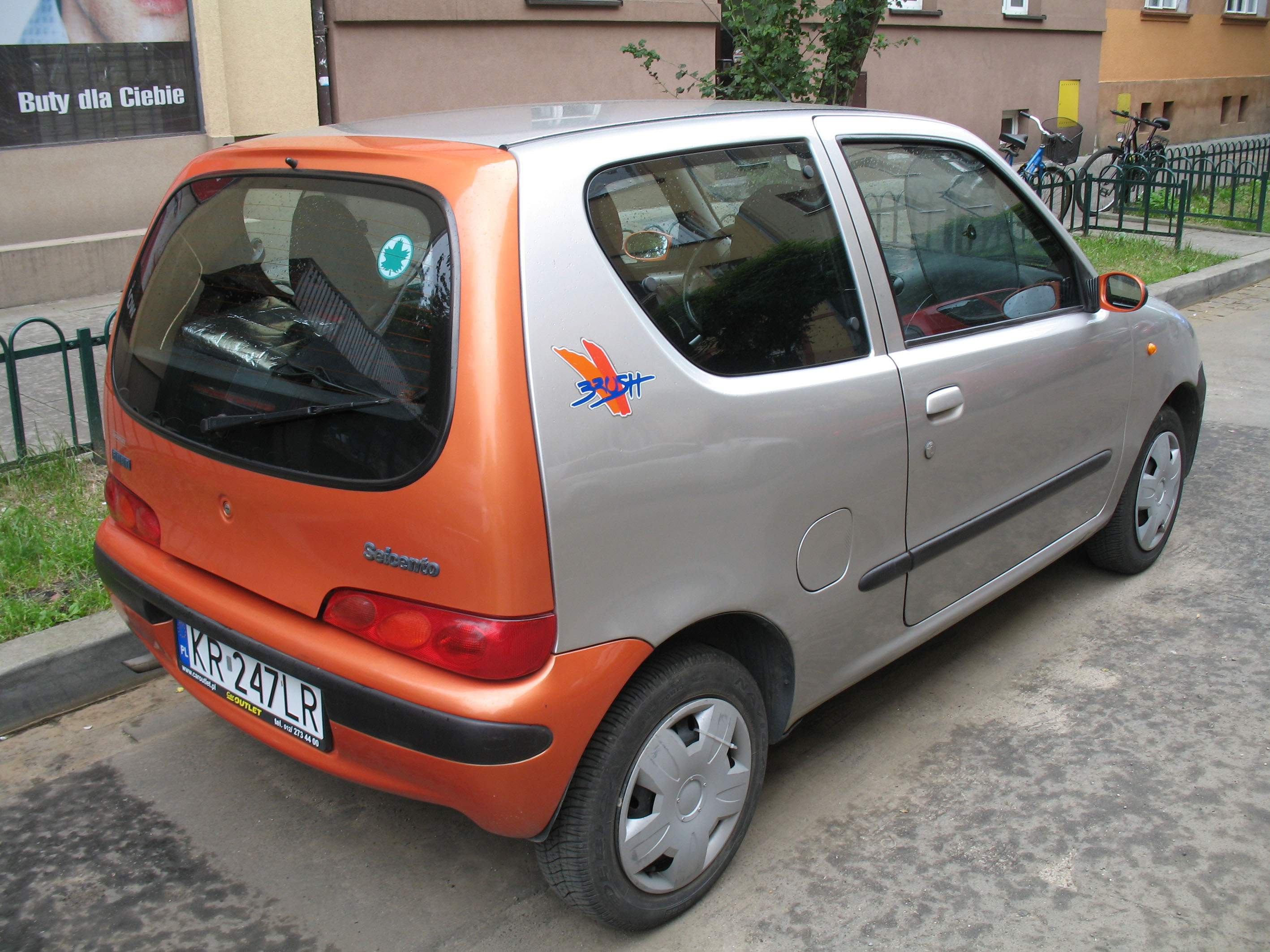
La particolare Seicento Brush con carrozzeria bicolore

Nel 2001 sono arrivate altre due versioni speciali. La prima, chiamata EL, ha debuttato nel mese di marzo e si proponeva come una versione intermedia tra la S e la SX, unendo una dotazione leggermente più ricca della base a un prezzo di poco superiore, mentre la seconda, la Brush, montava paraurti, portellone, specchietti e fasce paracolpi in colore differente dalla carrozzeria. Questa versione poteva essere integrata con il pacchetto Plus che aggiungeva la chiusura centralizzata, il tetto apribile in tela e l'impianto stereo.
Nel 2002 si è deciso di stravolgere la gamma cambiando tutte le denominazioni. I nuovi allestimenti non sono più identificati da targhette o adesivi sul portellone e diventano tre: il modello base, che riprendeva lo stesso allestimento della vecchia S ed era generalmente indicato con la semplice designazione Seicento, il modello Comfort, con paraurti in tinta, servosterzo elettrico, chiusura centralizzata e alzacristalli elettrici, e la Clima, che aggiungeva il climatizzatore manuale ma rendeva il servosterzo optional a richiesta. Della vecchia collezione sopravvive solo la Sporting, la quale guadagna l'airbag lato passeggero e i vetri posteriori apribili a compasso di serie. In questa occasione, oltre alle altre versioni speciali, è uscita di produzione anche la Elettra. Per garantire maggiore sicurezza in caso di urti, nel 2003 l'airbag guida diventa di serie su tutte le versioni inclusa la base.
L'anno successivo la gamma è stata ancora più razionalizzata e sono stati riorganizzati gli allestimenti. La Sporting esce di produzione e vengono introdotte la Actual e la Active, eredi rispettivamente della base e della Comfort. Sono stati anche rimodernati gli interni, con plastiche più chiare e nuovi rivestimenti derivanti dalla Panda del 2003. Viene inoltre introdotto il logo FIAT nel portellone nell'alloggio della serratura, il che comporta la rinuncia dell'apertura con chiave dall'esterno, modifica da cui solo la Van non sarà interessata. Poco dopo anche la più basica versione Actual adotta l'ABS di serie e il pannellino con ricircolo dell'aria.

## Terza serie (2005-2010)

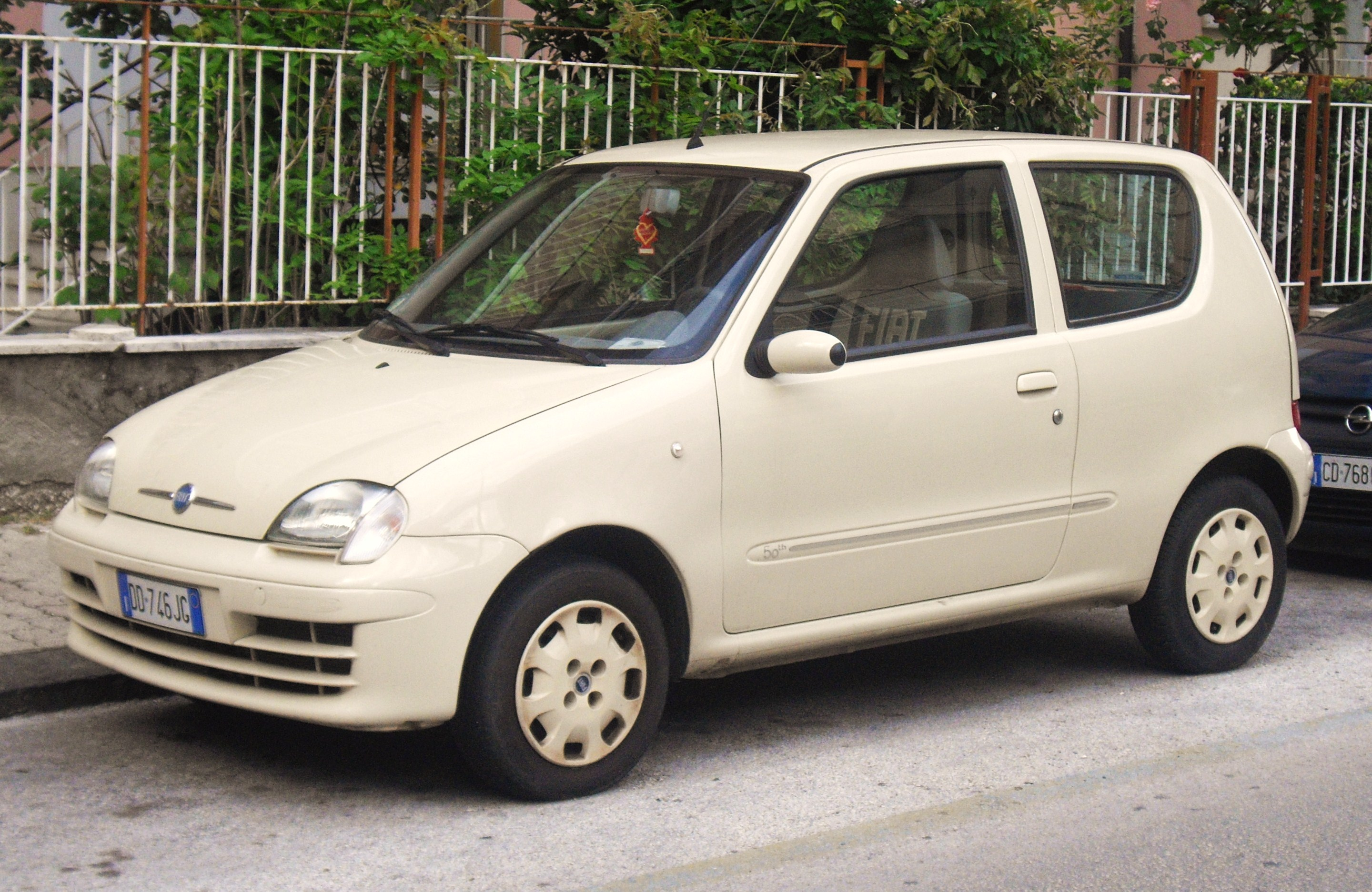
La terza serie del 2005, qui in allestimento 50th Anniversary, adotta la nuova denominazione numerica Fiat 600 e riprende sul cofano i baffi cromati tipici dell'omonima antenata degli anni 50.

Al giugno 2005 risale l'ultimo aggiornamento del modello. In quest'occasione il motore 1.1 viene preparato per rispettare le nuove normative anti-inquinamento Euro 4, vengono applicati i baffi cromati sul frontale e la denominazione cambia da Seicento a 600. Queste modifiche sono state giustificate dal 50º anniversario dal debutto della celebre Fiat 600 degli anni 50 dalla quale questo modello riprende il nome. Per l'occasione è stata introdotta una versione speciale chiamata 50th Anniversary che si è insediata al top della gamma. I sedili recavano una grande scritta FIAT e la consolle era in color avorio, mentre la carrozzeria era attraversata da una striscia di colore diverso nel lato del guidatore, richiamando le versioni sportive della progenitrice, con una modanatura laterale cromata recante la dicitura 50th. Questa ricca serie speciale monta due airbag, climatizzatore e autoradio con lettore CD. Sono presenti inoltre la classica versione base che sostituisce la Actual, senza una designazione specifica se non quella di 600, con una dotazione basica e sedili di colore grigio chiaro abbinati a mostrine grigio scuro, e la nuova Active con paraurti, specchietti e maniglie delle porte in tinta con la carrozzeria e con accessori a bordo quali il servosterzo elettrico, la chiusura centralizzata e gli alzacristalli elettrici, non disponibili sulla 600, mentre gli interni presentano le mostrine color avorio e i sedili bi-colore con la scritta FIAT come quelli della 50th Anniversary.
Da questo momento in poi la 600 non subirà più cambiamenti significativi nella gamma, ad eccezione del cambio logo nel 2007, adottando il nuovo stemma con sfondo rosso cromato già visto sulla Bravo, e dell'uscita di produzione della 50th Anniversary nel corso del 2009.
A maggio 2010 viene annunciata l'uscita di produzione della 600 per l'inizio di giugno. In seguito all'effettiva cessazione dell'assemblaggio, la FIAT ha consegnato uno degli ultimi esemplari al Museo della Tecnologia di Varsavia. Sebbene non abbia avuto un'erede diretta, il target commerciale della 600 è stato assorbito dalla Panda del 2003 e dalla 500 del 2007. Il nome è stato invece rispolverato dalla Casa per il modello B-SUV del 2023.

## Motorizzazioni
| Modello         | Disponibilità            | Motore                             | Cilindrata (cm3) | Potenza       | Coppia massima N m  | 0-100 km/h (secondi) | Velocità max (km/h) | Consumo medio (km/l) | Omologazione Euro |
| 0.9 8V          | dal debutto al 2000      | 4 cilindri in linea FIAT Serie 100 | 899              | 29 kW (39 CV) | 65 a 3.000 giri/min | 16,4                 | 140                 | 18,0                 | Euro 2            |
| 1.1 Fire 8V SPI | dal debutto al 2000      | 4 cilindri in linea FIRE           | 1.108            | 40 kW (54 CV) | 86 a 3.250 giri/min | 14,8 (13,8 Sporting) | 150                 | 17,2 (16,1 Sporting) | Euro 2            |
| 1.1 Fire 8V MPI | dal 2000 al 2005         | 4 cilindri in linea FIRE           | 1.108            | 40 kW (54 CV) | 92 a 2750 giri/min  | 14,5 (13,5 Sporting) | 150                 | 16,7 (15,3 Sporting) | Euro 3            |
| 1.1 Fire 8V MPI | dal 2005 a fine carriera | 4 cilindri in linea FIRE           | 1.108            | 40 kW (54 CV) | 88 a 2750 giri/min  | 14,5                 | 150                 | 16,9                 | Euro 4            |
| Elettra         | dal debutto al 2002      | AC asincrono elettrico posteriore  | 0                | 15 kW (20 CV) | 130 a 2200 giri/min | -                    | 100                 | -                    | -                 |

## Versioni speciali extraserie
Di seguito sono riportate le versioni speciali extraserie del modello.

### Seicento Gruppo A-kit
Al Motor Show di Bologna nel 1999 è stata presentata la Seicento Gruppo A-kit, una versione destinata alle competizioni di rally, differente dalla classica Sporting in quanto presentava: autotelaio rinforzato in grado di supportare le sollecitazioni rallystiche per poter partecipare ai campionati, cambio manuale a sei marce di origine Punto 6 Speed, differenziale assistito da un sistema di slittamento controllato Viscodrive derivato dalla Fiat Coupé e freni a disco su tutte e quattro le ruote. Inoltre, la cilindrata è stata portata a 1.147 cm³ con iniezione multipoint e la potenza massima da 54 a 115 cavalli. Questa particolare versione sportiva è stata commercializzata soltanto per un uso in pista poiché la FIAT non ha fornito l'omologazione stradale.

### Seicento H2 Fuel Cell
Il primo prototipo con alimentazione a idrogeno ricavato dallo schema della Seicento nel 2001, omologato per soli due posti e leggermente più prestante della classica Elettra.

### Seicento H2 Down Town/Hydrogen
Il secondo e ultimo prototipo con alimentazione a idrogeno ricavato dallo schema della Seicento nel 2003, migliorato sia nell'abitabilità che nelle prestazioni e nell'autonomia.

## Produzione e vendite
La Seicento è sempre stata costruita nello stabilimento FIAT di Tychy, in Polonia, così come era stato per la 126 e la Cinquecento, da cui sono usciti nei primi tre anni circa 350 000 esemplari, diventati oltre 1 000 000 nel 2004. La versione Elettra era anch'essa prodotta in Polonia priva del gruppo motore-trasmissione e spedita poi presso lo stabilimento Alfa Romeo di Arese dove venivano installati il motore elettrico e le batterie. Nel corso dei 12 anni in commercio, sono stati costruiti 1.328.973 esemplari.

## Riepilogo allestimenti
- Prima serie (1998 - 2000):
  - S - motore 900
  - SX - motore 900
  - Citymatic - motore 900
  - Suite - motore 1.1
  - Sporting - motore 1.1
  - Elettra - motore elettrico
  - Van - motore 900 o 1.1
  - Elettra Van - motore elettrico
  - Young - motore 900 o 1.1
  - Hobby - motore 1.1
  - Fun - motore 900
  - Gruppo A-kit - versione speciale con motore 1.147 cm³
- Seconda serie (2000 - 2005):
  - S
  - SX
  - Sporting
  - Sporting Michael Schumacher
  - Elettra - motore elettrico
  - Van
  - Elettra Van - motore elettrico
  - EL
  - Brush
  - H2 Fuel Cell - prototipo ad idrogeno
  - Seicento
  - Comfort
  - Clima
  - H2 Down Town - prototipo ad idrogeno
  - Actual
  - Active
- Terza serie (2005 - 2010):
  - 600
  - Active
  - 50th Anniversary
  - Van